# Aeropuerto Juan Gualberto Gómez
El Aeropuerto Juan Gualberto Gómez (IATA: VRA, OACI: MUVR), también conocido como Aeropuerto de Varadero, es un aeropuerto internacional que sirve a la ciudad de Varadero, en la provincia de Matanzas (Cuba). Es el segundo aeropuerto en importancia por el volumen de operaciones y pasajeros del país, por detrás del Aeropuerto Internacional José Martí, situado en La Habana.
Por este centro arriban y parten más del 70 por ciento de los turistas que visitan el balneario de Varadero, principal destino turístico de sol y playa de Cuba.
Fue inaugurado el 25 de septiembre de 1989 por Fidel Castro, reemplazando así al viejo aeropuerto de Varadero en Santa Marta, conocido ahora como Aeropuerto de Kawama. El 10 de septiembre de 2011 fue reinaugurado tras una inversión por valor de 35 000 000 USD. Lo cual le permitirá aumentar las operaciones aéreas y una mayor calidad en el servicio a pasajeros que arriben por su terminal. La inversión incluyó la ampliación de 30 mostradores con sistemas automatizados. Aumento significativo en el número de cabinas de inmigración y cuatro nuevos carruseles (esteras) para el equipaje facturado en el salón de arribo al país.
El salón de embarque SUE (salón de última espera) se extendió tras el incremento de una nueva pasarela de acceso a aeronaves contando en la actualidad con cuatro de estas puertas de embarque.
También la plataforma de estacionamiento de aeronaves se amplió en 31 000 metros cuadrados y el parqueo a 9 100 metros cuadrados.
Las capacidades de las operaciones se amplían hasta 2 200 pasajeros, y el tiempo operacional de despacho de los pasajeros que arriban a la terminal es de 25 minutos.
La inversión debe de recuperarse en un plazo de tres años, lo cual se garantiza por el volumen de operaciones que posee este centro aeroportuario.
Las actuales inversiones le posibilitaran procesar anualmente hasta dos millones de pasajeros al año.

## Aerolíneas y destinos

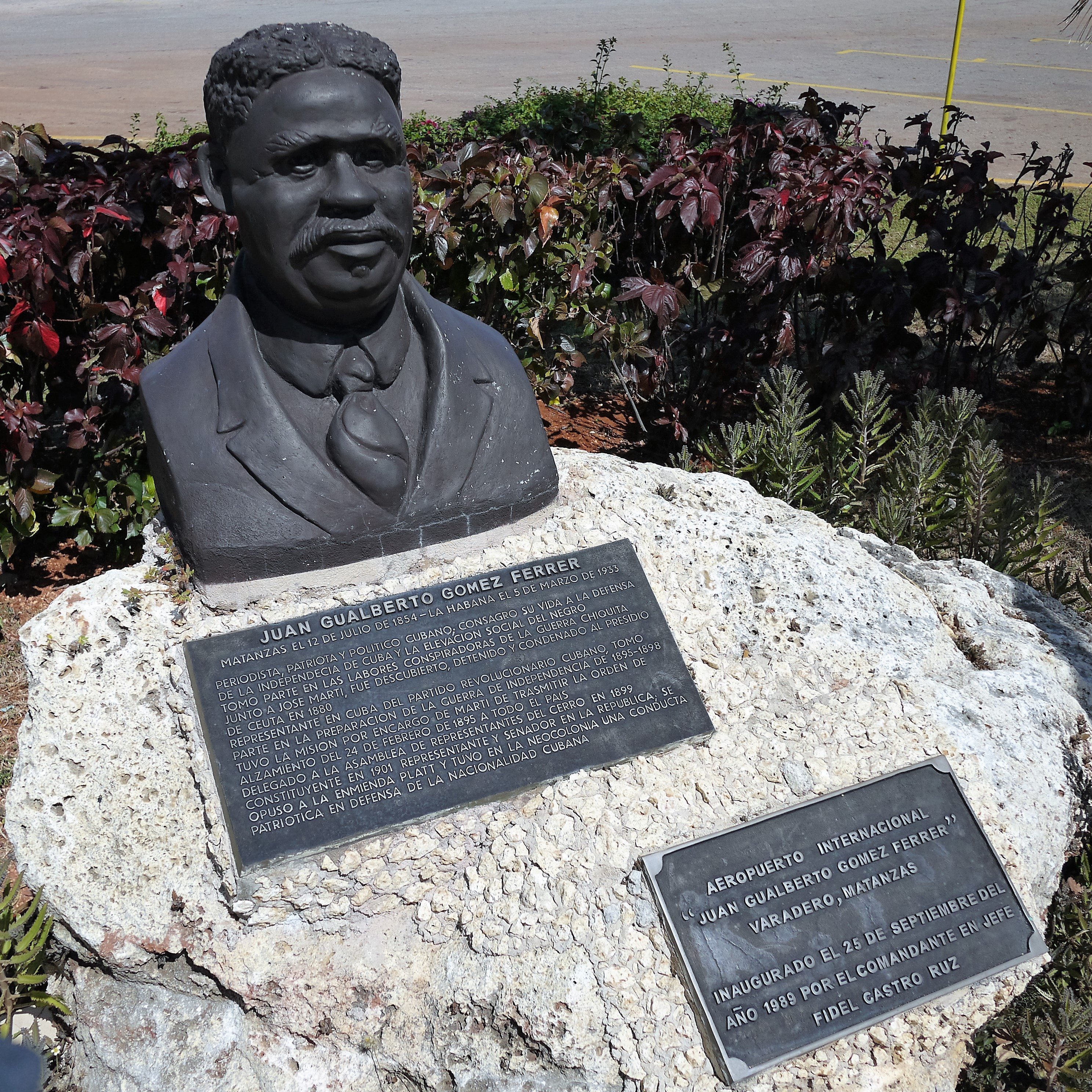
Busto de Juan Gualberto Gómez conmemorando la inauguración en 1989.

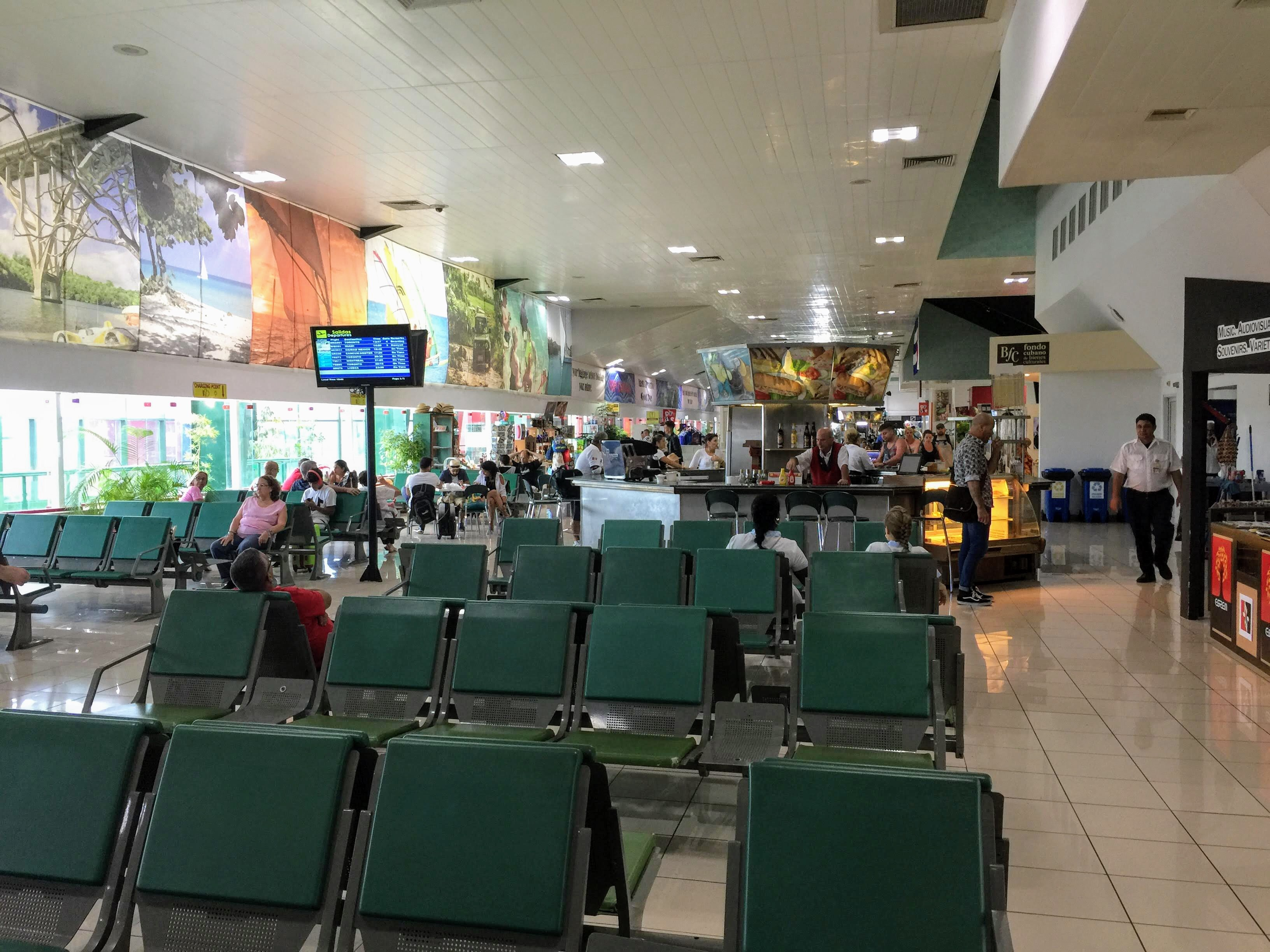
Sala de última espera.

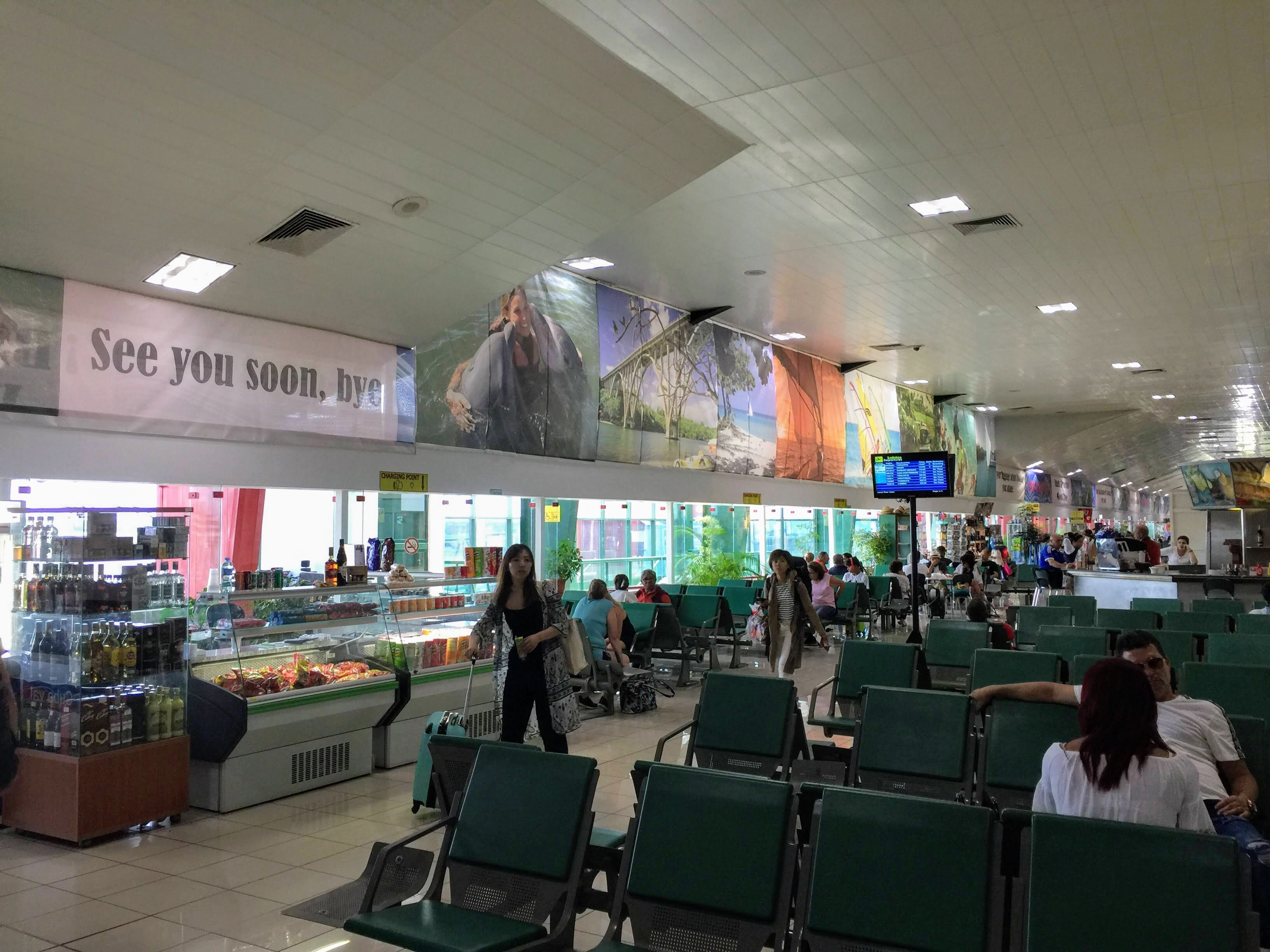
Sala de última espera.

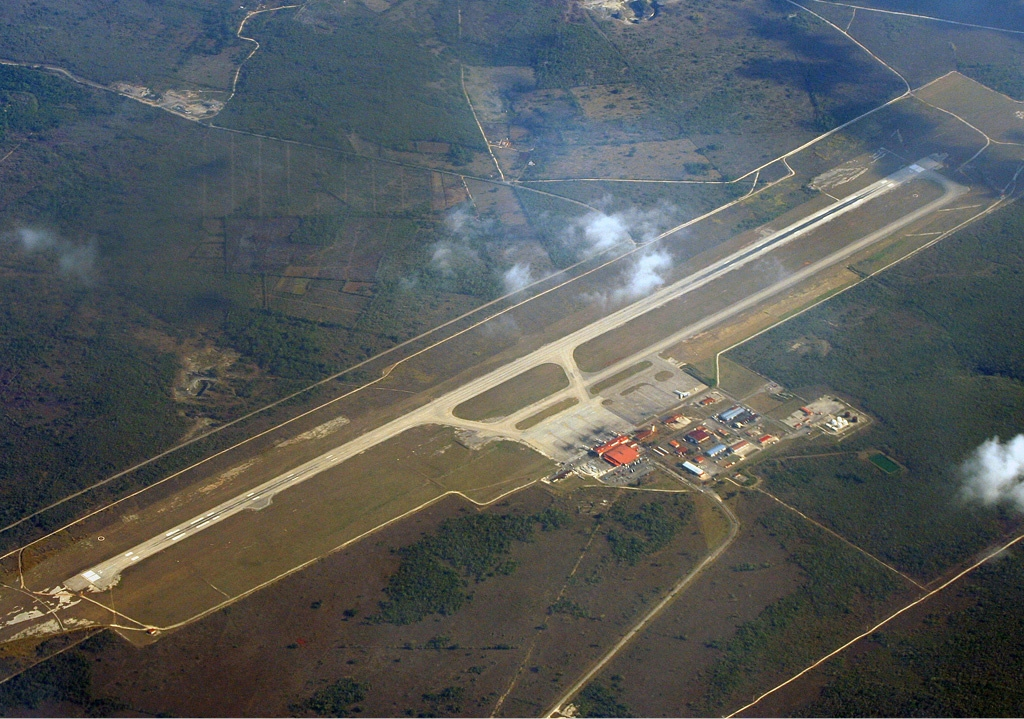
Vista aérea del aeropuerto.

### Pasajeros
| Aerolíneas        | Destinos                                                                       |
| ----------------- | ------------------------------------------------------------------------------ |
| Aeroflot          | Estacional: Moscú-Sheremétievo                                                 |
| Air Canada Rouge  | Montreal-Trudeau, Toronto-Pearson                                              |
| Air Transat       | Montreal-Trudeau, Toronto-Pearson Estacional: Halifax, Moncton, Ottawa, Quebec |
| American Airlines | Miami                                                                          |
| Turpial Airlines  | Caracas                                                                        |
| WestJet           | Calgary, Montreal-Trudeau, Quebec, Toronto-Pearson                             |
| World2fly         | Estacional: Lisboa                                                             |

### Carga
| Aerolíneas    | Destinos |
| ------------- | -------- |
| FedEx Express | Miami    |

### Destinos internacionales
Se ofrece servicio a 10 destinos internacionales (6 estacionales), a cargo de 6 aerolíneas.
| Ciudades por países                                         | Nombre del aeropuerto                               | Aerolíneas                               |              |              |              |
| Norteamérica                                                | Norteamérica                                        | Norteamérica                             | Norteamérica | Norteamérica | Norteamérica |
| ----------------------------------------------------------- | --------------------------------------------------- | ---------------------------------------- | ------------ | ------------ | ------------ |
| Canadá (7 destinos [4 estacionales], 3 aerolíneas)          |                                                     |                                          |              |              |              |
| Calgary                                                     | Aeropuerto Internacional de Calgary                 | WestJet (Estacional)                     |              |              |              |
| Halifax                                                     | Aeropuerto Internacional de Halifax-Stanfield       | Air Transat (Estacional)                 |              |              |              |
| Moncton                                                     | Aeropuerto Internacional del Gran Moncton           | Air Transat (Estacional)                 |              |              |              |
| Montreal                                                    | Aeropuerto Internacional Pierre Elliott Trudeau     | Air Canada Rouge / Air Transat / WestJet |              |              |              |
| Ottawa                                                      | Aeropuerto Internacional de Ottawa                  | Air Transat (Estacional)                 |              |              |              |
| Quebec                                                      | Aeropuerto Internacional Jean-Lesage de Quebec      | Air Transat (Estacional) / WestJet       |              |              |              |
| Toronto                                                     | Aeropuerto Internacional Toronto Pearson            | Air Canada Rouge / Air Transat / WestJet |              |              |              |
| Estados Unidos (1 destino, 1 aerolínea)                     |                                                     |                                          |              |              |              |
| Miami                                                       | Aeropuerto Internacional de Miami                   | American Airlines                        |              |              |              |
| Sudamérica                                                  |                                                     |                                          |              |              |              |
| Venezuela (1 destino, 1 aerolínea)                          |                                                     |                                          |              |              |              |
| Caracas                                                     | Aeropuerto Internacional de Maiquetía Simón Bolívar | Turpial Airlines                         |              |              |              |
| Europa                                                      |                                                     |                                          |              |              |              |
| Portugal (1 destino [estacional], 1 aerolínea)              |                                                     |                                          |              |              |              |
| Lisboa                                                      | Aeropuerto de Lisboa                                | World2fly (Estacional)                   |              |              |              |
| Rusia (1 destino [estacional], 1 aerolínea)                 |                                                     |                                          |              |              |              |
| Moscú                                                       | Aeropuerto Internacional de Moscú-Sheremétievo      | Aeroflot (Estacional)                    |              |              |              |
| Total: 11 destinos (6 estacionales), 5 países, 7 aerolíneas |                                                     |                                          |              |              |              |